# Jerrold Eldon Marsden
Jerrold Eldon Marsden (17. srpna 1942 Ocean Falls, Britská Kolumbie, Kanada – 21. září 2010 Pasadena, Kalifornie) byl kanadský matematik působící jako profesor na Kalifornském technologickém institutu. Byl uznávaným odborníkem v oblasti matematické a teoretické klasické mechaniky. Položil také základy symplektické topologie. V roce 1990 obdržel Wienerova cenu za aplikovanou matematiku.